# Polemoscopio

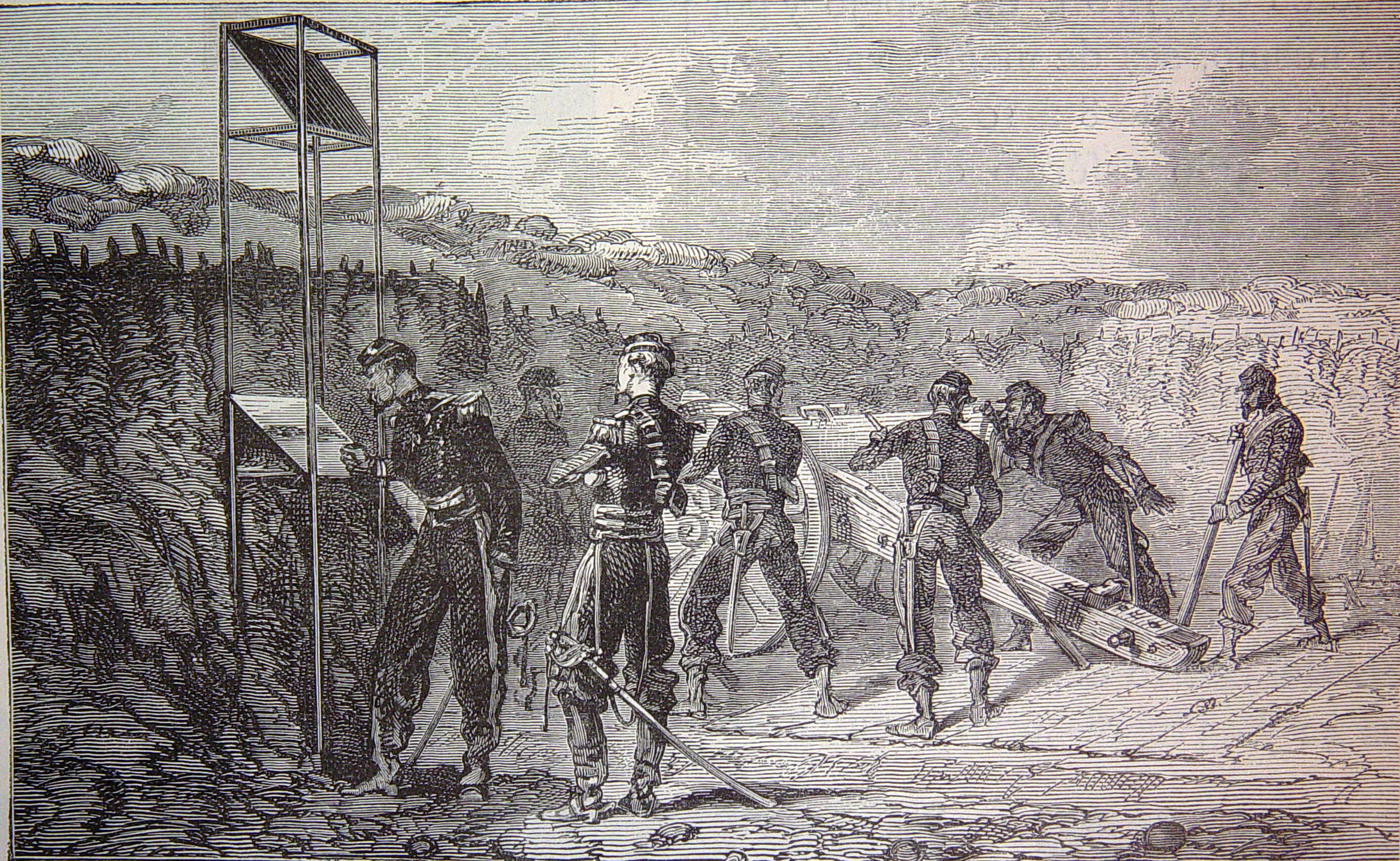
Polemoscopio en un campo de batalla

Se llama polemoscopio al instrumento por medio del cual podemos ver objetos ocultos a nuestra vista directa. 
La principal pieza de este instrumento es un espejo inclinado colocado en el fondo de una caja o estructura que está abierta frente al espejo. Este envía al ojo del espectador la imagen del objeto, bien directamente bien reflejada en otro espejo situado en otro punto de la estructura. Esto le posibilita salvar los obstáculos que se encuentran entre este objeto y su ojo.
Hevelio inventó el polemoscopio en 1637 y le llamó así por las voces griegas πολεϻοϛ, combates y σχέπτοϻας, yo veo, porque puede emplearse en la guerra en los sitios, en las batallas etc., para averiguar lo que pasa en el campo del enemigo.
Del telescopio puede hacerse un polemoscopio, añadiéndole una caja cuadrada que sostiene espejos planos inclinados 45 grados. Un aparato con corta diferencia semejante a este puede añadirse a los anteojos de teatro pues con un anteojo construido de este modo puede verse una persona haciendo ver que se mira a otra.